# Seocho-gu
Seocho-gu es un distrito de Seúl, Corea del Sur. Se trata de una zona residencial popular para los residentes de la clase media en Seúl. Seocho se conoce generalmente como una parte de la Gran Área de Gangnam, junto con el Gangaam-gu y Songpa-gu.
Seocho es servido por la línea de metro de Seúl 2, línea 3, línea 7, Bundang Line y la línea 9. Carretera más largo de Corea del Sur, Gyeongbu Expressway, termina aquí.

## Atracciones
- Centro Nacional de Gugak
- Centro de artes de Seúl
- Biblioteca nacional de Corea
- Corte Suprema de Corea del Sur

## Barrios
- Seocho-dong (Hangul:서초동)
- Jamwon-dong (잠원동)
- Banpo-dong (반포동)
- Bangbae-dong (방배동)
- Yangjae-dong (양재동)
  - Umyeon-dong (우면동)
  - Wonji-dong (원지동)
- Naegok-dong (내곡동)
  - Yeomgok-dong (염곡동)
  - Sinwon-dong (신원동)

## Hermanamientos
El distrito de Seocho-gu, tiene relaciones de hermanamiento con las siguientes ciudades alrededor del mundo:
- Posadas, Argentina (2000).[1]
- Irvine, Estados Unidos (2013).[2]
- Cuauhtémoc, México (2020).[3]